# Karl Erik Harr

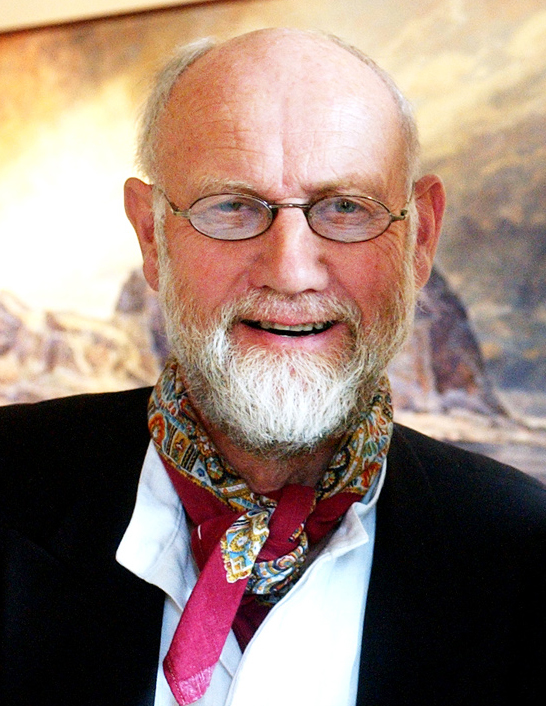
Karl Erik Harr

Karl Erik Harr (* 8. Mai 1940 in Kvæfjord bei Harstad, Troms) ist ein norwegischer Maler, Zeichner, Grafiker, Illustrator und Schriftsteller. 

## Leben und Werk
Von 1962 bis 1964 bildete er sich an der norwegischen staatlichen Kunstakademie aus. Er illustrierte Werke unter anderem von Petter Dass und Knut Hamsun, aber auch selbstverfasste Bücher. Er bekam mehrere wichtige Aufträge, beispielsweise zur Ausschmückung des Rathauses von Bergen sowie der Hurtigruten-Schiffe Nordkapp und Richard With.
Seit den 1960er Jahren gilt Karl Erik Harr als einer der bedeutendsten neuromantischen Künstler Norwegens. Seine Motive sind vor allem Natur und Volksleben von Nord-Norwegen.

## Ehrungen
2007 erhielt Karl Erik Harr den Sankt-Olav-Orden Erster Klasse.